# Cuadrangular de Ascenso o Permanencia de 2018
El Cuadrangular de Ascenso o Permanencia permitirá a los 4 equipos participantes enfrentarse para quedar entre los dos primeros del torneo y así participar en la Liga Nacional Superior de Voleibol Femenino 2018-19. Participan los dos últimos de la Liga Nacional Superior de Voleibol Femenino 2017-18 (Universidad César Vallejo y Sport Performance Volleyball) y los dos primeros de la Liga Nacional Intermedia (Rebaza Acosta y Túpac Amaru).

## Equipos participantes
| Club                         | Ciudad   | Entrenador        |
| ---------------------------- | -------- | ----------------- |
| Universidad César Vallejo    | Trujillo | Ernesto Despaigne |
| Sport Performance Volleyball | Callao   | Antonio Carrasco  |
| Rebaza Acosta                | Callao   | Enrique Briceño   |
| Túpac Amaru                  | Lima     | José Castillo     |

## Grupo Único
– Ascienden o Permanecen en la Liga Nacional Superior de Voleibol (LNSV). 
| Pos. | Equipo                       | J | G | P | PTS |
| ---- | ---------------------------- | - | - | - | --- |
| 1    | Túpac Amaru                  | 3 | 3 | 0 | 8   |
| 2    | Universidad César Vallejo    | 3 | 2 | 1 | 6   |
| 3    | Rebaza Acosta                | 3 | 1 | 2 | 4   |
| 4    | Sport Performance Volleyball | 3 | 0 | 3 | 0   |

### Resultados
- Sede: Coliseo Niño Héroe Manuel Bonilla

| Fecha | Hora  | Partido                      | Partido | Partido                      | Resultado | S1    | S2    | S3    | S4    | S5    | Total   |
| ----- | ----- | ---------------------------- | ------- | ---------------------------- | --------- | ----- | ----- | ----- | ----- | ----- | ------- |
| 27.02 | 07:00 | Sport Performance Volleyball | -       | Rebaza Acosta                | 1-3       | 14-25 | 28-26 | 22-25 | 18-25 | -     | 82-101  |
| 27.02 | 08:30 | Universidad César Vallejo    | -       | Túpac Amaru                  | 0-3       | 25-27 | 23-25 | 23-25 | -     | -     | 71-77   |
| 28.02 | 07:00 | Universidad César Vallejo    | -       | Rebaza Acosta                | 3-1       | 25-15 | 25-27 | 25-8  | 25-21 | -     | 100-71  |
| 28.02 | 08:30 | Sport Performance Volleyball | -       | Túpac Amaru                  | 0-3       | 13-25 | 28-30 | 17-25 | -     | -     | 58-80   |
| 01.03 | 07:00 | Rebaza Acosta                | -       | Túpac Amaru                  | 2-3       | 25-21 | 31-29 | 13-25 | 18-25 | 13-15 | 100-115 |
| 01.03 | 08:30 | Universidad César Vallejo    | -       | Sport Performance Volleyball | 3-0       | 25-22 | 25-13 | 25-12 | -     | -     | 75-47   |

## Asciende y Permanece en la Liga Nacional Superior de Voleibol (LNSV)
| Túpac Amaru (Asciende) | Universidad César Vallejo (Permanece) |
| ---------------------- | ------------------------------------- |

- Datos: Q49346520